# Oezbekistan op de Paralympische Winterspelen 2014
Oezbekistan was een van de landen die deelnam aan de Paralympische Winterspelen 2014 in Sotsji, Rusland.

## Deelnemers en resultaten
(m) = mannen, (v) = vrouwen 

### Alpineskiën
| Paralympiër   | Onderdeel                | Resultaat | Prestatie         |
| ------------- | ------------------------ | --------- | ----------------- |
| Ramil Gayazov | Slalom, staand (m)       | DSQ       | Gediskwalificeerd |
| Ramil Gayazov | Reuzenslalom, staand (m) | DNS       | Niet gestart      |

### Snowboarden
| Paralympiër     | Onderdeel          | Resultaat | Prestatie |
| --------------- | ------------------ | --------- | --------- |
| Yevgeniy Slepov | Snowboardcross (m) | 32e       | 3:02.13   |